# マヌ・モルラネス
マヌ・モルラネス（Manu Morlanes）ことマヌエル・モルラネス・アリーニョ（Manuel Morlanes Ariño、1999年1月12日 - ）は、スペイン・アラゴン州サラゴサ県サラゴサ出身のサッカー選手。ラ・リーガ・RCDマジョルカ所属。ポジションはMF。

## 経歴
サラゴサ出身。2012年の夏に、サラゴサの下部組織からビジャレアルの下部組織へと移籍する。
2016年9月3日、バルセロナBとの3-2で敗北した試合でビジャレアルBデビューを飾るが、12月のカステリョンとの試合で膝に重度の負傷を負い、しばらくの間療養を余儀なくされたが、翌年9月に戦前復帰した。
2017年12月8日、ヨーロッパリーグのマッカビ・テルアビブFC戦でトップチームデビューを果たした。
2020年9月7日、UDアルメリアへローン移籍。
2021年8月16日、RCDエスパニョールへのローン移籍が発表。
2023年1月31日、RCDマジョルカへのローン移籍が発表された。同年6月30日、5年契約を結び完全移籍。